# Dennis Archer

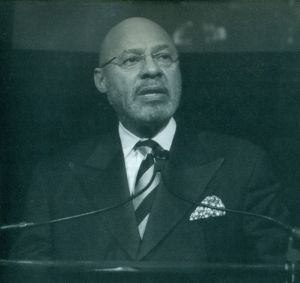
Dennis Archer

Dennis Wayne Archer (* 1. Januar 1942 in Detroit, Michigan) ist ein US-amerikanischer Jurist und Politiker (Demokratische Partei). Er war Bürgermeister von Detroit und Richter am Michigan Supreme Court. Später war er der erste afroamerikanische Präsident der American Bar Association – die Organisation hatte bis 1943 keine afroamerikanischen Rechtsanwälte als Mitglieder aufgenommen.

## Leben
Dennis Archer studierte an der Western Michigan University und am Detroit College of Law. Von 1986 bis 1990 war er Richter am Michigan Supreme Court.
1993 wurde er als Nachfolger von Coleman Young zum Bürgermeister von Detroit gewählt und blieb dies bis 2001. Als Bürgermeister arbeitete er besonders an der Integration der Vororte der Großstadt. In seine Amtszeit fällt auch der Bau des Ford Field für die Detroit Lions und des Comerica Park für die Detroit Tigers. Archer war bis 2000 Präsident der National League of Cities (US-Städtetag). Er setzte sich nach den zunehmend durch größere Schäden gekennzeichneten Devils Nights in Detroit ab 1994 für ein stärkeres zivilgesellschaftliches Engagement ein und initiierte die sogenannte Angel’s Night (Engelsnacht). An ihr nahmen in den Folgejahren bis zu 50.000 Detroiter Bürger teil, um durch Nachtpatrouillen Brandstiftungen zu verhindern.
Nach seiner Zeit als Bürgermeister wurde Archer als erster Afroamerikaner 2003 Präsident der zentralen amerikanischen Juristen-Vereinigung und blieb ein Jahr in dieser Position.
2013 wurde ihm der japanische mittlere Orden der Aufgehenden Sonne am Band verliehen.